# كلمة (بنية الحاسوب)
الكلمة أو عرض الكلمة هي عدد بتات البيانات التي يستطيع المعالج الدقيق معالجتها في آن واحد.
أو هي عدد البتات التي تتسع لها المسجلات في المعالج.
لا يوجد حجم محدد للكلمة، ولكن هناك أحجام شائعة لها مثل 16 بت (2 بايت) أو 32 بت (4 بايت) أو 64 بت.